# South Heath
South Heath is een gehucht in het bestuurlijke gebied Tendring, in het Engelse graafschap Essex. Het maakt deel uit van de civil parish Great Bentley. Een boerderij uit 1600 met dezelfde naam staat op de Britse monumentenlijst.